# 三十里大墩组
三十里大墩组是位于中国新疆鄯善县、吐鲁番县一带的下白垩世地层，1956年由新疆石油管理局地质调查处56/56队夏公君命名。该地层以棕红、紫红色砂岩、泥岩为主，间夹棕黄色砂岩、泥岩。